# Кубинська інтервенція в Анголу

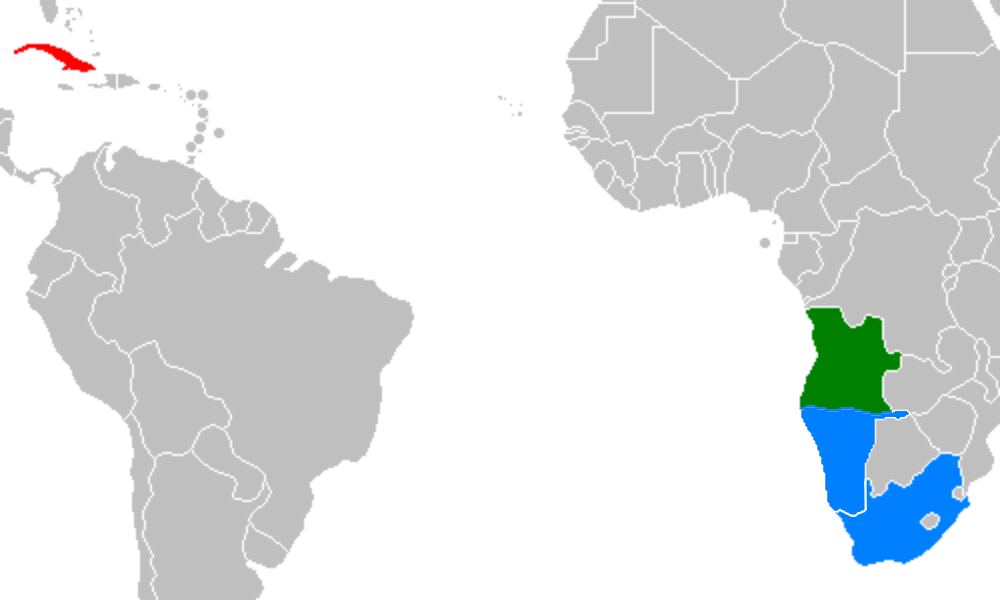
Куба — червоним, Ангола — зеленим, а Південна Африка — синім. Південно-Західна Африка, яка тепер відома як Намібія, також у блакитному кольорі, але відокремлена від решти Південної Африки, оскільки вона перебувала під контролем Південної Африки з 1915 року, а південноафриканські війська використовували Намібію як базу для в'їзду в Анголу.

Кубинська інтервенція в Анголу (кодова назва «Карлота») розпочалася 5 листопада 1975 р., коли Куба направила бойові війська на підтримку комуністичного Народного руху за визволення Анголи.

## Хід подій
У листопаді 1975 року напередодні проголошення незалежності Анголи, Куба здійснила великомасштабну військову інтервенцію для підтримки прокомуністичної Народного руху за визволення Анголи, який діяв проти прозахідних фракцій Національного фронту за звільнення Анголи і УНІТА, яких підтримували Сполучені Штати Америки, ПАР і Заїр.
До кінця 1975 року Куба направила до Анголи 25000 солдатів. Після виведення військ Заїру кубинські збройні сили залишилися в Анголі і продовжили воювати проти УНІТА.
У 1988 році кубинські війська знову втрутилися в конфлікт, щоб запобігти поразці збройних сил за звільнення Анголи в битві проти УНІТА, що призвело до битви при Квито-Кванавале і відкриття другого фронту.
У 1991 році кубинський військовий контингент остаточно покинув Анголу, однак громадянська війна в країні проти залишків УНІТА закінчилася тільки в 2002 році.